# Jensen, Utah
Jensen är en ort i Uintah County i delstaten Utah, USA.